# Symphurus parvus
Symphurus parvus es una especie de pez de la familia Cynoglossidae en el orden de los Pleuronectiformes.

## Distribución geográfica
Se encuentran en el  Atlántico occidental (desde Carolina del Norte hasta la Península de Yucatán).